# Ariel Gade
Ariel Gade (San José, California, 1 de mayo de 1997) es una actriz estadounidense de cine y televisión. Por su papel en la serie Invasion, obtuvo dos nominaciones a los Premios Young Artist en 2006 y 2007.

## Biografía
Hizo su primera aparición en la televisión con un pequeño papel en el seriado Strong Medicine, seguida de un papel de reparto en el filme de Barry Levinson Envy (2004).
Interpretó el papel de Ceci en la película Dark Water (2005), y el mismo año apareció en el rol de Rose en el seriado Invasion de Shaun Cassidy. En 2007 integró el reparto de la película Alien vs. Predator: Requiem. Tras aparecer en otras producciones de cine y televisión, en 2011 decidió retirarse de la actuación para dedicarse a su familia.

## Filmografía

### Cine y televisión
| Año       | Título                       | Papel                   | Notas            |
| --------- | ---------------------------- | ----------------------- | ---------------- |
| 2003      | Then Came Jones              | Kaitlin                 | Piloto           |
| 2003      | Strong Medicine              | Jewel Wheeler           | 1 episodio       |
| 2004      | Envy                         | Lula Dingman            | Papel de reparto |
| 2005      | Dark Water                   | Cecilia "Ceci" Williams | Papel principal  |
| 2005–2006 | Invasion                     | Rose Varon              | Papel principal  |
| 2007      | Aliens vs. Predator: Requiem | Molly O'Brien           | Papel de reparto |
| 2009      | Call of the Wild             | Ryann Hale              | Papel principal  |
| 2009      | Meteor                       | M. Keely Payne          | Miniserie        |
| 2009      | NCIS: Los Angeles            | Emma Pérez              | 1 episodio       |
| 2011      | Some Guy Who Kills People    | Amy Wheeler             | Papel de reparto |